# Américo Tomás
Américo Deus Rodrigues Thomaz (ur. 19 listopada 1894, zm. 18 września 1987) – portugalski polityk i wojskowy, w latach 1958–1974 prezydent Portugalii.

## Życiorys
Américo Tomás urodził się w Lizbonie. Jego rodzicami byli António Rodrigues Tomás i Maria da Assunção Marques. Od 1904 roku uczęszczał do Liceu da Lapa, ukończył tę szkołę w 1911 roku. Następnie uczył się w Escola Politécnica w latach 1912–1914, po czym wstąpił do Escola Naval (Akademii Marynarki Wojennej). Po jej ukończeniu w 1916 roku został wcielony do portugalskiej Marynarki Wojennej. W 1918 roku otrzymał awans na stopień porucznika.
W październiku 1922 roku ożenił się z Gertrudes Ribeiro da Costa. Mieli dwoje dzieci, Marię Natalię Rodrigues (ur. 1925) i Marię Madalenę Rodrigues (ur. 1930).
W roku 1944 objął stanowisko Ministra Marynarki. Pełnił tę funkcję aż do objęcia stanowiska prezydenta.
W 1958 roku został wybrany przez ówczesnego premiera António Salazara na kandydata na prezydenta rządzącej Unii Narodowej. Nominacja spotkała się ze sprzeciwem opozycji i wystawieniem własnego kandydata – Humberto Delgado. Początkowo wydawało się, że wybory zakończą się pewną wygraną Tomása. Według oficjalnych wyników Tomás otrzymał 52,6%, a Delgado 23,5%. Większość obserwatorów wyborów uznała, że Delgado wygrałby wybory, gdyby te nie były sfałszowane. Salazar w obawie o przegraną swojego kandydata w kolejnych wyborach, przeforsował zmiany w konstytucji przekazującej wybór prezydenta członkom Parlamentu, który był wówczas mocno kontrolowany przez reżim.
Tomás został ponownie wybrany na stanowisko prezydenta w 1965 i 1972 roku.
W 1968 Salazar doznał wylewu krwi i został odsunięty od władzy. Tomás wybrał Marcelo Caetano na funkcję premiera. Jednak nigdy nie konsultował swego wyboru z Salazarem. Salazar do śmierci w 1970 roku był przekonany, że cały czas sprawuje urząd premiera.
25 kwietnia 1974 roku rozpoczęła się tzw. rewolucja goździków, która doprowadziła do upadku po 48 latach rządów autorytarnych w Portugalii. W wyniku rewolucji Tomás zrezygnował ze stanowiska i wyjechał do Brazylii.
Pozwolono mu wrócić do Portugalii w 1980 roku, ale odmówiono mu prawa do specjalnego systemu emerytalnego, przysługującego byłym prezydentom republiki.
Americo Tomás zmarł w wieku blisko 93 lat w klinice w Cascais z powodu powikłań po operacji.

## Odznaczenia
Z racji pełnienia urzędu prezydenta (ex officio) wielki mistrz orderów portugalskich:
- Wstęga Trzech Orderów
- Wstęga Dwóch Orderów
- Order Wojskowy Wieży i Miecza
- Order Wojskowy Chrystusa
- Order Wojskowy Avis
- Order Wojskowy Świętego Jakuba od Miecza
- Order Imperium
- Order Infanta Henryka
- Order Edukacji Publicznej

Pozostałe odznaczenia:
- 1928 – Oficer Orderu Wojskowego Świętego Jakuba od Miecza
- 1932 – Komandor Orderu Wojskowego Avis
- 1934 – Komandor Orderu Wojskowego Chrystusa
- 1942 – Wielki Oficer Orderu Wojskowego Avis
- 1953 – Krzyż Wielki Orderu Wojskowego Chrystusa
- 1961 – Łańcuch Orderu Królewskiego i Wielce Znakomitego Karola III (Hiszpania)[6]